# ورزشگاه بی‌ام‌او فیلد
ورزشگاه بی‌ام‌او (به انگلیسی: BMO Field) یک ورزشگاه مخصوص فوتبال در کانادا است.
این استادیوم ورزشگاه خانگی تیم باشگاه فوتبال تورنتو است.